# فيرينك شميت
فيرينك شميت (بالمجرية: Schmidt Ferenc)‏ هو مهندس كيميائي وسياسي مجري، ولد في 6 نوفمبر 1941 في المجر، وتوفي في 25 ديسمبر 2011 في المجر. حزبياً، نشط في فيدس – الاتحاد المدني المجري. وقد انتخب عضو الجمعية الوطنية المجرية.